# Chromogisaurus
Chromogisaurus – rodzaj zauropodomorfa z rodziny Guaibasauridae żyjącego na przełomie środkowego i późnego triasu na obecnych terenach Ameryki Południowej. Został opisany w 2010 roku przez Martína Ezcurrę w oparciu o skamieniałości odkryte w dolnych warstwach formacji Ischigualasto w Argentynie. Od innych bazalnych przedstawicieli kladu Dinosauriformes odróżnia go brak wcięcia rozdzielającego tylne wyrostki stawowe bliższych kręgów ogonowych, duży i głęboki dół tuż pod "półką krętarzową" (trochanteric shelf) na powierzchni bocznej kości udowej oraz druga kość śródstopia z asymetrycznymi kłykciami dystalnymi. Analiza filogenetyczna przeprowadzona przez Ezcurrę wskazuje na przynależność Chromogisaurus do rodziny Guaibasauridae, będącej jedną z najwcześniejszych linii ewolucyjnych zauropodomorfów. Zasugerowała ona, że taksonem siostrzanym dla Chromogisaurus jest inny późnotriasowy zauropodomorf Saturnalia. Klad obejmujący te dwa rodzaje otrzymał nazwę Saturnaliinae. Odkrycie Chromogisaurus sugeruje, że dinozaury nie stały się grupą o wysokim zróżnicowaniu taksonomicznym dopiero pod sam koniec triasu – już najstarsze znane dinozaury, choć były rzadkimi zwierzętami w ekosystemach, z których pochodziły, były zróżnicowane taksonomicznie.
Nazwa rodzajowa Chromogisaurus pochodzi od greckich słów chroma („kolor”) i di („ziemia”) i odnosi się do Valle Pintado (Pomalowana Dolina), gdzie odnaleziono holotyp. Nazwa gatunkowa gatunku typowego, novasi, honoruje argentyńskiego paleontologa Fernanda Novasa.